# Deluneri (okręg Vâlcea)
Deluneri – wieś w Rumunii, w okręgu Vâlcea, w gminie Stoilești. W 2011 roku liczyła 101 mieszkańców.